# Birkensee (Naturschutzgebiet)
Der Birkensee ist ein Naturschutzgebiet und ein darin liegender See in der niedersächsischen Stadt Schneverdingen im Landkreis Heidekreis.

## Allgemeines
Das Naturschutzgebiet mit dem Kennzeichen NSG LÜ 039 ist circa 37,5 Hektar groß. Das Gebiet steht seit dem 2. Februar 1979 unter Naturschutz. Zuständige untere Naturschutzbehörde ist der Landkreis Heidekreis.

## Beschreibung
Das Naturschutzgebiet liegt südlich von Schneverdingen und umfasst ein kleines Hochmoorgebiet, das sich in einer Ausblasmulde am Rande des Neuenkirchener Endmoränenzuges gebildet hat. 
Innerhalb des Moorgebietes liegt der Birkensee im Süden sowie ein weiterer Moorsee im Norden. Beide Seen sind von Wollgras- und Torfmoos-Gesellschaften umgeben, woran sich Birken- und Kiefernmischwälder anschließen. Im Nordosten des Naturschutzgebietes befindet sich eine größere Grünlandfläche.
Im Süden und teilweise im Norden grenzt das Naturschutzgebiet direkt an landwirtschaftliche Nutzflächen, die sich auf dem ansteigenden Geestrücken befinden.

## Bildergalerie

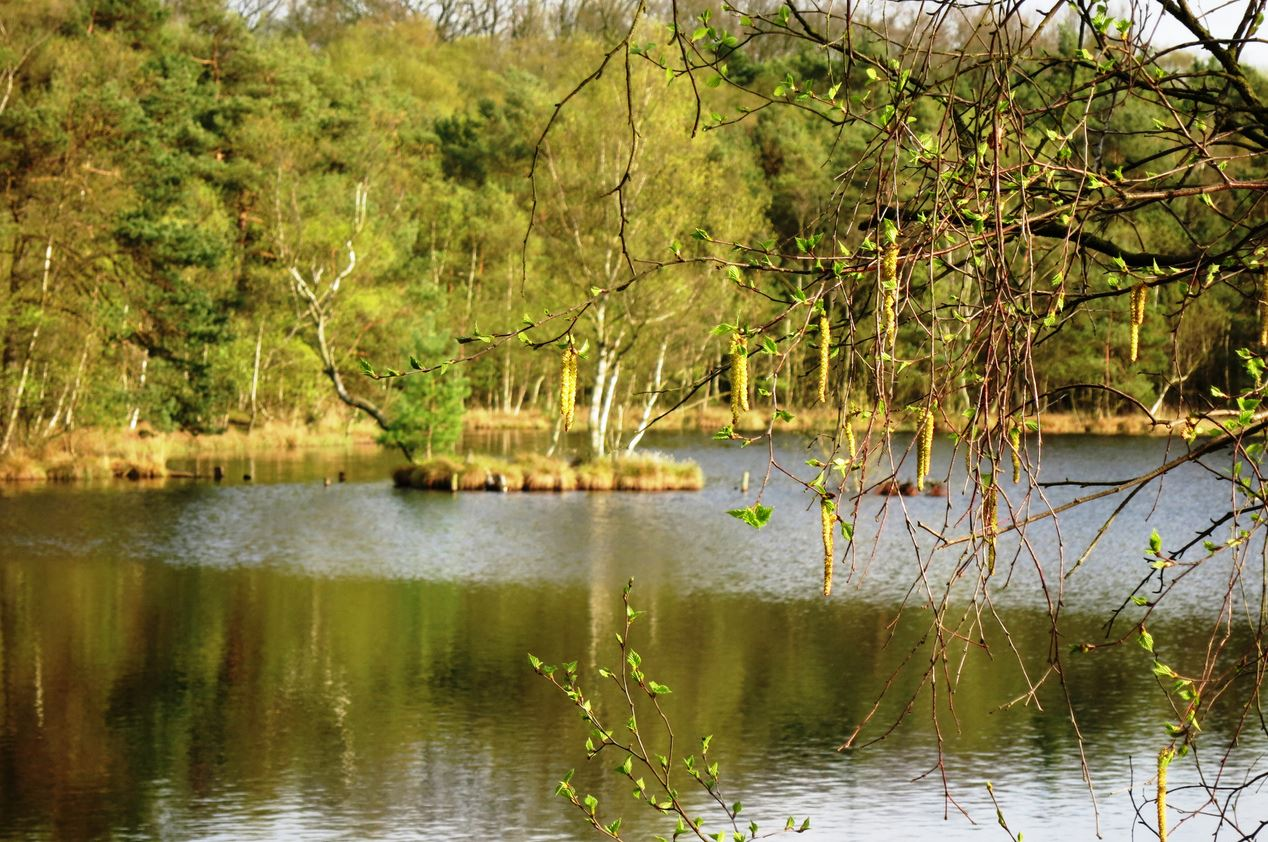
Frühling am Birkensee
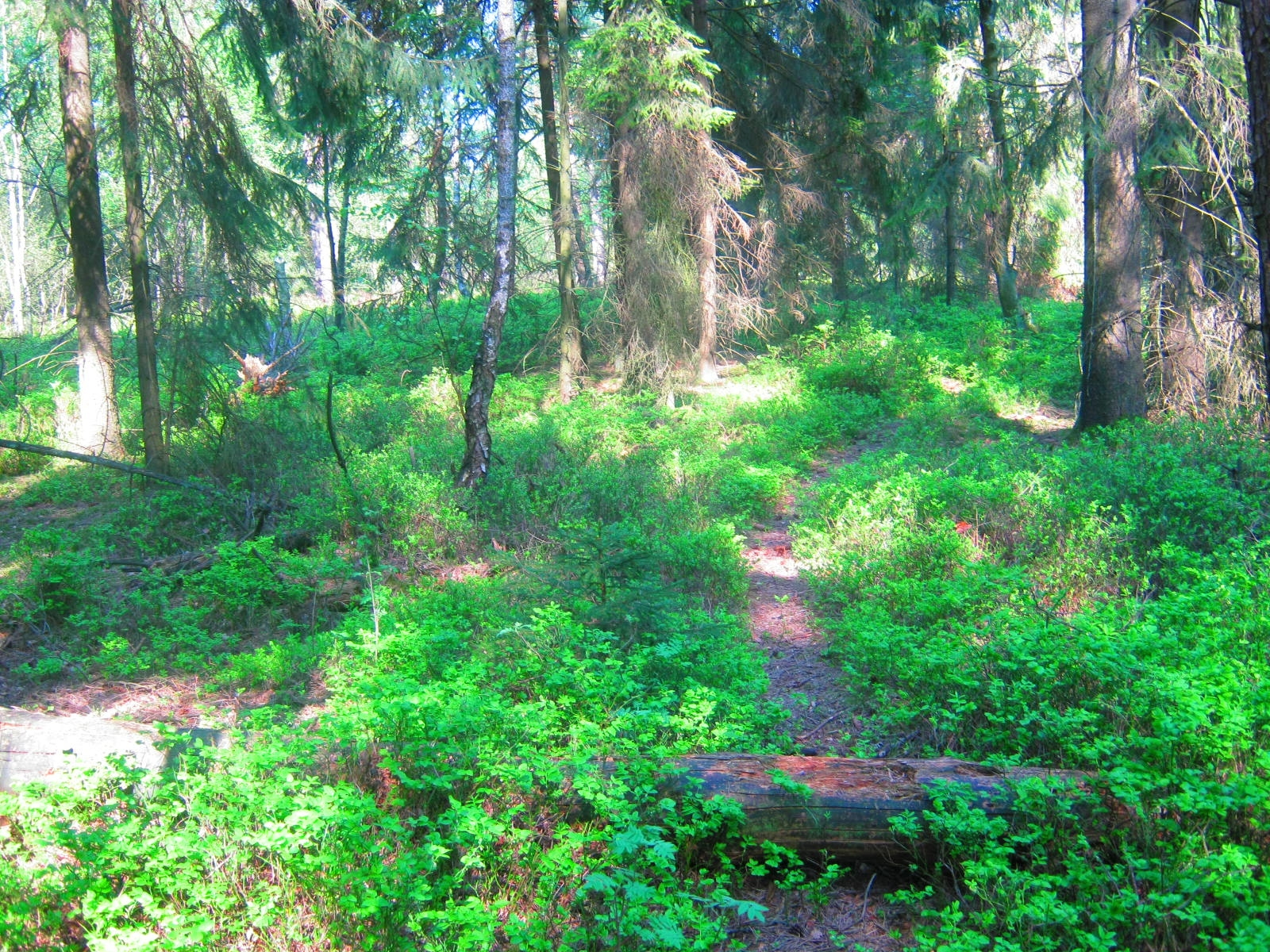
Sichtbar ausgetretener Wildwechsel im Schutzgebiet
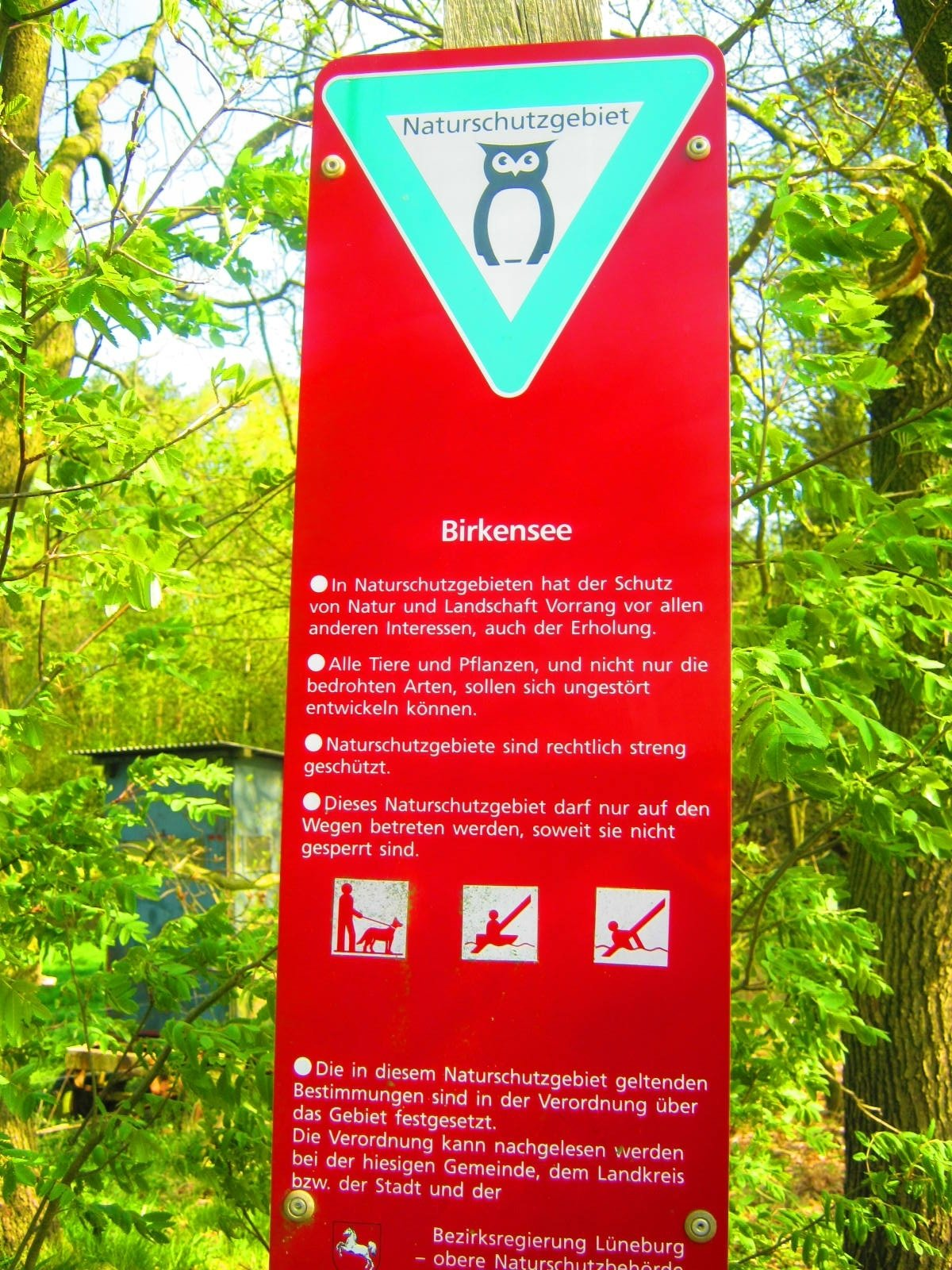
Hinweistafel im Naturschutzgebiet Birkensee